# 高麗国祖
高麗の建国者である王建は、即位の2年後、王隆を世祖、王帝建を懿祖に追封したが、国祖については議論がある。諡号は元徳大王。

## 概要
『編年通録』『高麗史節要』によると、国祖は康宝育という。中国京兆郡出身の康叔の次男の67世の孫の康虎景の息子の康忠は、伊帝建と康宝育をもうける。康宝育は姪の徳周を娶り、康辰義をもうけた。その後、康辰義と中国人とのあいだに王帝建が生まれた。王帝建の父は唐の皇族で、『編年通録』『高麗史節要』は粛宗、『編年綱目』は宣宗である。王帝建は、父を探しに唐に行くため黄海を渡河していた途上、西海龍王の娘の龍女（後の元昌王后）と出会い、王帝建は、西海龍王の娘の龍女（後の元昌王后）の駙馬となる。『聖源録』によると、西海龍王の娘の龍女（後の元昌王后）というのは、中国平州出身の頭恩坫角干の娘である。そして王帝建と西海龍王の娘の龍女（後の元昌王后）とのあいだに王隆が生まれる。その王隆の息子が高麗の建国者である王建である。